# Torreón de Cojímar
El Torreón de Cojímar es una fortaleza militar de la época colonial, construido en el siglo XVII. Se encuentra ubicado en Cojímar, un antiguo poblado costero cercano a La Habana que, por el crecimiento de la ciudad con el paso de los siglos, quedó convertido en un barrio más de la ciudad. 
Fue construido en la década de 1640, financiado por el aporte económico de los vecinos del poblado, pues el gobierno colonial carecía de fondos. Se inauguró el 15 de julio de 1649. 
Costó 20 mil ducados y su arquitecto fue Juan Bautista Antonelli, hijo de Bautista Antonelli, arquitecto del Castillo de los Tres Reyes del Morro. 
Parte del sistema defensivo de la ciudad era proteger a la desembocadura del Río Cojímar y evitar que barcos enemigos a la Corona Española se abastecieran de agua dulce en esa localidad. 
En 1762, durante la Toma de La Habana por los ingleses y en el contexto de la Guerra de los Siete Años (1756-1763), el torreón fue atacado por los invasores ingleses. 
Desde esta fortificación resistió el militar criollo Pepe Antonio, a la cabeza de su grupo de milicianos criollos y negros. Sin embargo, la dura resistencia no pudo evitar la caída de la ciudad en manos inglesas. 
Sufrió daños mayores, pues la artillería de los barcos enemigos lo destruyeron en su mayor parte. Fue reconstruido en 1763, tras la retirada británica. El torreón que vemos hoy en día se construyó después que la ciudad regresó a manos españolas. 
Cuando la UNESCO declaró Patrimonio de la Humanidad en 1982 a La Habana y su sistema de fortificaciones, este torreón pasó a formar parte de las edificaciones protegidas.